# Tyto castanops

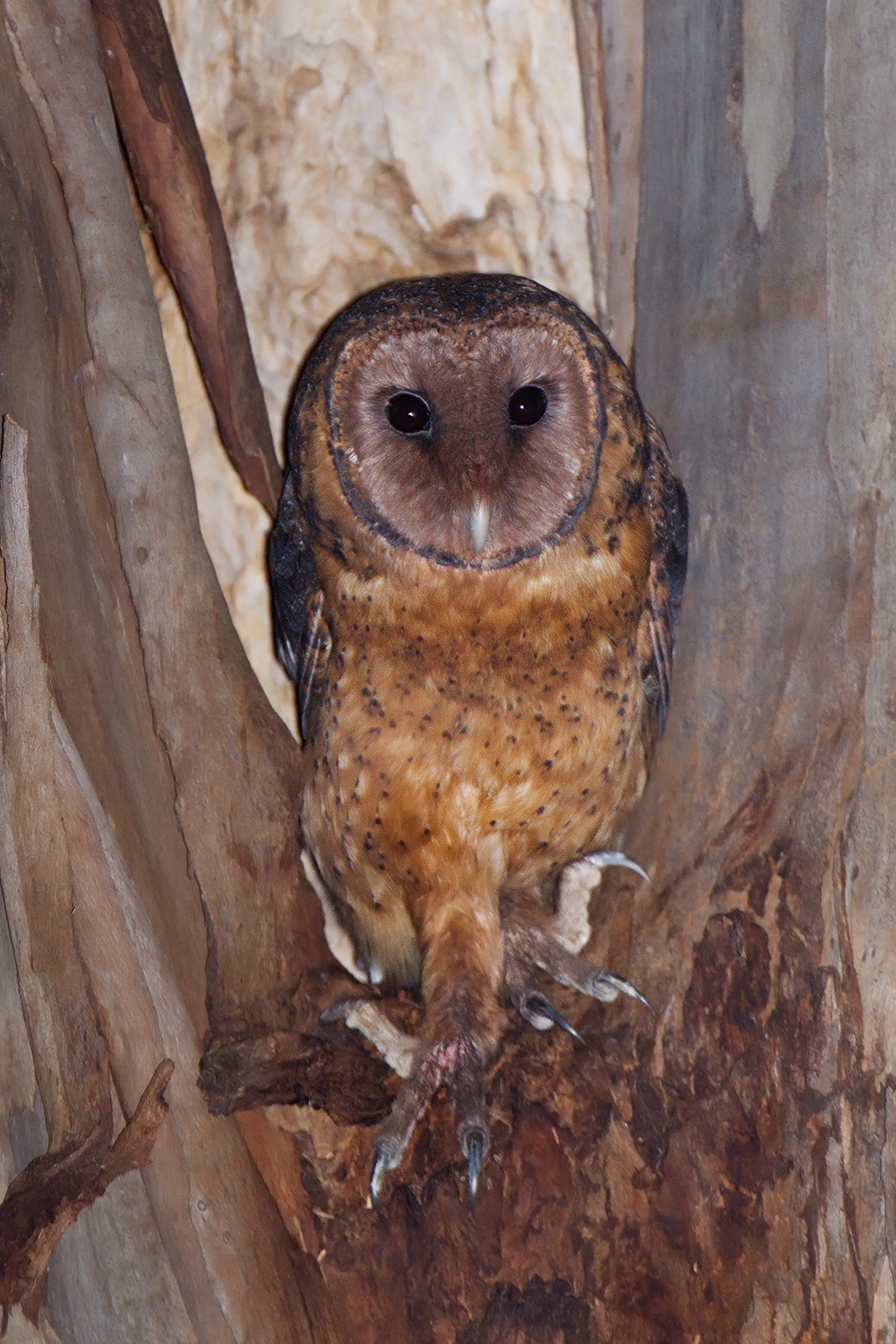
Hembra.

La lechuza enmascarada de Tasmania (Tyto novaehollandiae castanops) es una especie de ave en la familia Tytonidae..
Es la subespecie más grande de lechuza enmascarada de Australia, el mayor de los búhos Tyto del mundo, y a veces es considerada una especie independiente. El nombre subespecífico castanops, que significa “cara color castaña”, hace referencia a la coloración de su disco facial. John Gould fue el primero en describirla  (como Strix castanops), en su “Handbook to the Birds of Australia” indicando
”…una especie que se distingue de todos los otros miembros de su género por su gran porte y forma poderosa. Probablemente pocas de las aves rapaces, con excepción de la águilas, sean más formidables o tengan una predisposición más sanguinaria."
"Bosques con grandes árboles dispersos y zonas abiertas, constituyen su hábitat natural. Es un ave de hábitos estrictamente nocturnos, al anochecer deja su guarida en los huecos de eucaliptos y aletea lenta y silenciosamente por sobre las planicies y pantanos en búsqueda de sus presas, que son ratas y pequeños cuadrúpedos.”

## Descripción
La lechuza enmascarada de Tasmania no solo es grande sino también robusta. Se asemejan mucho al barn owl, sin embargo son mucho más grandes. Llegan a pesar hasta 1.26 kg con una envergadura de alas de hasta 129 cm. Su plumaje es una combinación de tonos marrones y grises, generalmente más oscuros que las otras subespecies australianas. Sus partes inferiores son marrón oscuro y sus partes dorsales son marrón oscuro a castaño claro, con pintas blancas. Las hembras son bastante más oscuras y más grandes, que los machos, entre 43 a 57 cm de largo, comparado con los machos que miden entre 35 y 42 cm de largo. Sus discos faciales son amplios, con un borde negro, de color castaño, sus poderosas patas están recubiertas de plumas y poseen largos espolones.

## Distribución y hábitat
Es una especie endémica de la isla de Tasmania, Australia. Se lo encuentra en toda la isla, a excepción de la zona suroeste. Habitan bosques tanto secos como húmedos de eucaliptos, y zonas vecinas con explotaciones agrícolas. Su hábitat preferido son zonas próximas al borde del bosque. Para anidar precisan de grandes árboles antiguos con huecos espaciosos. Una pareja pueden habitar una zona de hasta 10 km²; las zonas importantes para la reproducción son la costa este entre Hobart y St Marys, los valles de Derwent y Huon y la zona central de la costa norte, como también trozos de valle de Tamar y la costa noreste. Existen registros de avistamientos en las islas Maria y Bruny.